# Амиран, Рут
Рут Амиран (ивр. רות עמירן‎; 8 декабря 1914, Явнеэль, Северный округ — 14 декабря 2005, Иерусалим) — израильский археолог.
Её книга «Древняя керамика Святой Земли: от её истоков в неолитическом периоде до конца железного века», опубликованная в 1970 году, является стандартным справочником для археологов, работающих в Израиле.

## Биография
Родилась в мошаве Явнеэль области Галилея Османской империи. В 1908 году её отец Йехезкель Брандштетер иммигрировал из Тарнува в Польше в эту область, где женился на её матери Деворе в 1913 году.
Проводила раскопки вместе с Джудит Марке-Краузе в Эт-Телле.
В 1982 году награждена премией Израиля.
Скончалась 14 декабря 2005 года в Иерусалиме.

## Семья
Муж — Амиран, Давид (Amiran (Kallner), David Horst; 1910—2003) — географ.